# Tiago Ferreyra
Tiago Martín Ferreyra (Nueva Galia, Argentina, 17 de abril de 2002) es un futbolista argentino que juega como defensa central en San Luis de la Primera B de Chile.

## Trayectoria
Nacido en Nueva Galia, San Luis, Argentina, Tiago Ferreyra se formó en las inferiores de Juventud Unida Universitario y fue promovido al primer equipo en septiembre de 2020. En 2024, fue cedido a préstamo a Mitre en un acuerdo hasta diciembre del mismo año.
En agosto de 2024, Mitre adquirió el 80% de sus derechos en un acuerdo hasta diciembre de 2028 y lo cedió a préstamo a Defensa y Justicia en la Primera División de Argentina. En 2025, fue cedido a préstamo al club chileno Deportes Iquique.

## Clubes
| Club                          | País      | Año       |
| ----------------------------- | --------- | --------- |
| Juventud Unida Universitario  | Argentina | 2020-2024 |
| Club Atlético Mitre           | Argentina | 2024-     |
| → Defensa y Justicia (cedido) | Argentina | 2024      |
| → Deportes Iquique (cedido)   | Chile     | 2025      |
| → San Luis (cedido)           | Chile     | 2025-Act. |